# Salvador Andreu
Pour les articles homonymes, voir Andreu et Grau (homonymie).
Salvador Andreu i Grau, né à Barcelone en 1841 et mort dans cette même ville en 1928, est un homme d'affaires de l'industrie pharmaceutique et un philanthrope catalan.

## Biographie
Personnalité importante de la ville de Barcelone, Salvador Andreu est le concepteur de l'aménagement de l'avenue Tibidabo.

## Postérité
Le monument en marbre Muse (1952), œuvre de la sculptrice Maria Llimona, lui rend hommage sur les flancs du Tibidabo.